# Bursina
Genre
Bursina est un genre de mollusques gastéropodes la famille des Bursidae.

## Liste des espèces
Selon World Register of Marine Species (26 janvier 2024) :
- Bursina borisbeckeri (Parth, 1996)
- Bursina fernandesi (Beu, 1977)
- Bursina gnorima (Melvill, 1918)
- Bursina ignobilis (Beu, 1987)
- Bursina margaritula (Deshayes, 1833)
- Bursina nobilis (Reeve, 1844)

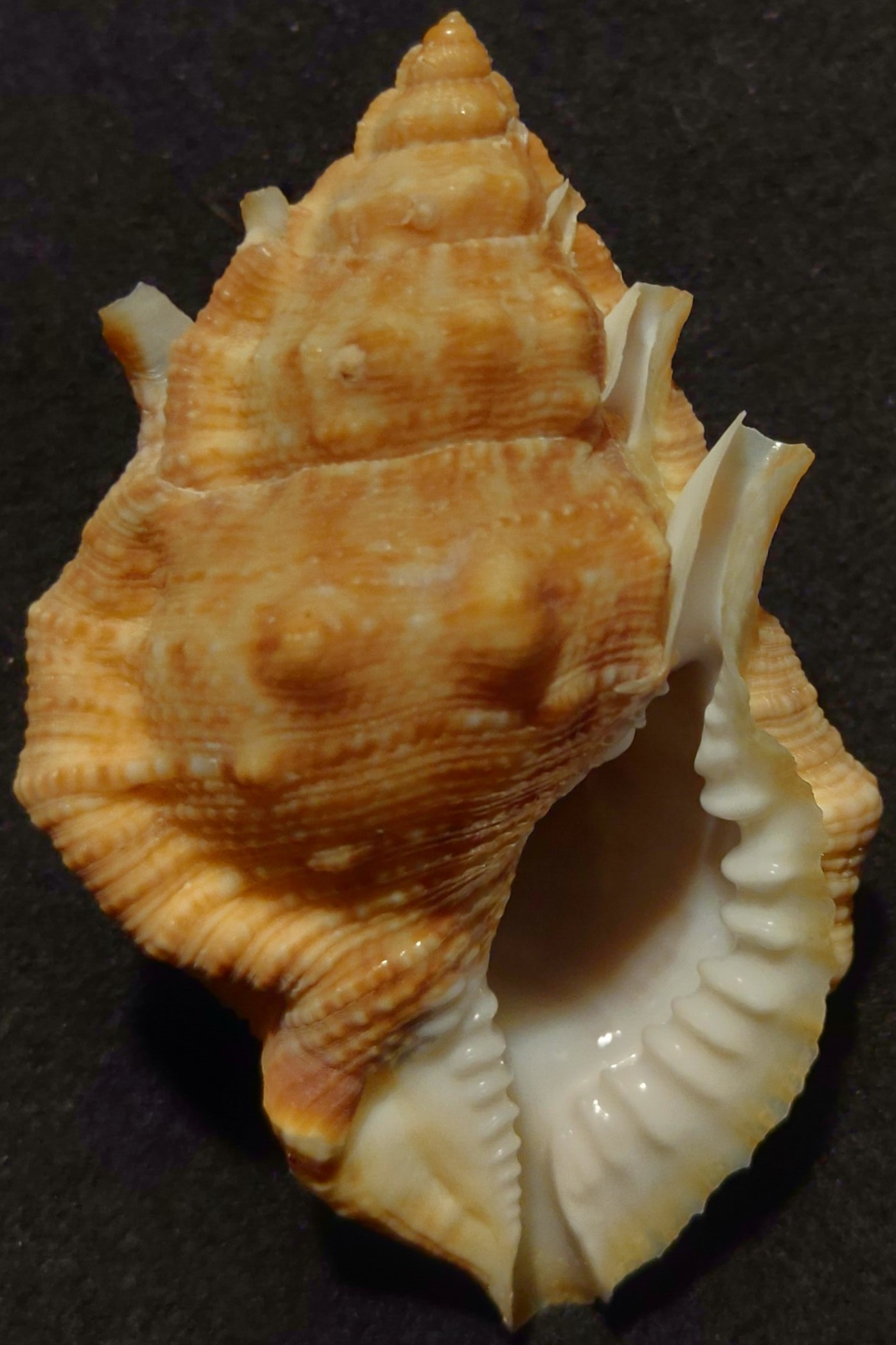
Bursina borisbeckeri
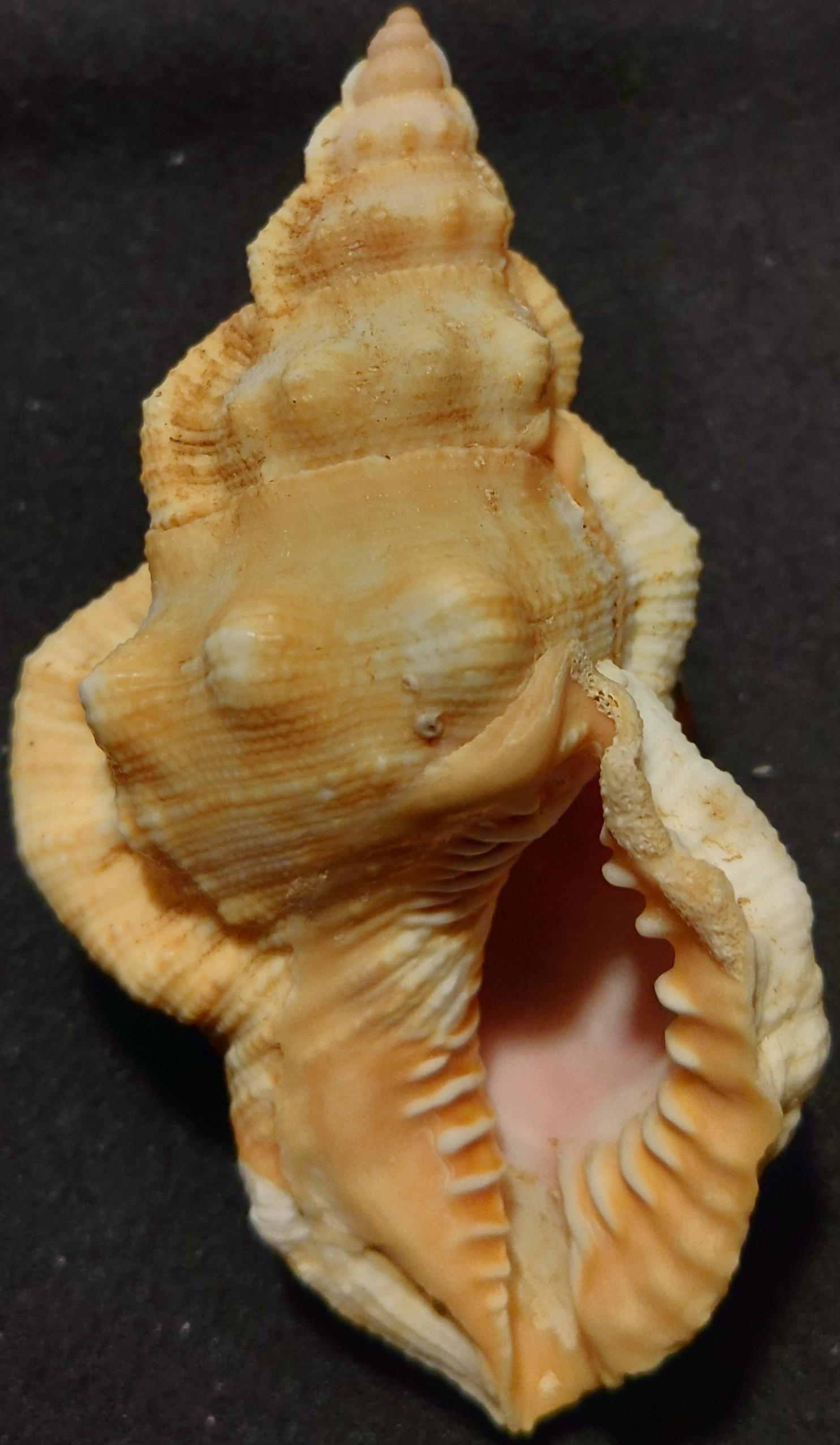
Bursina fernandesi
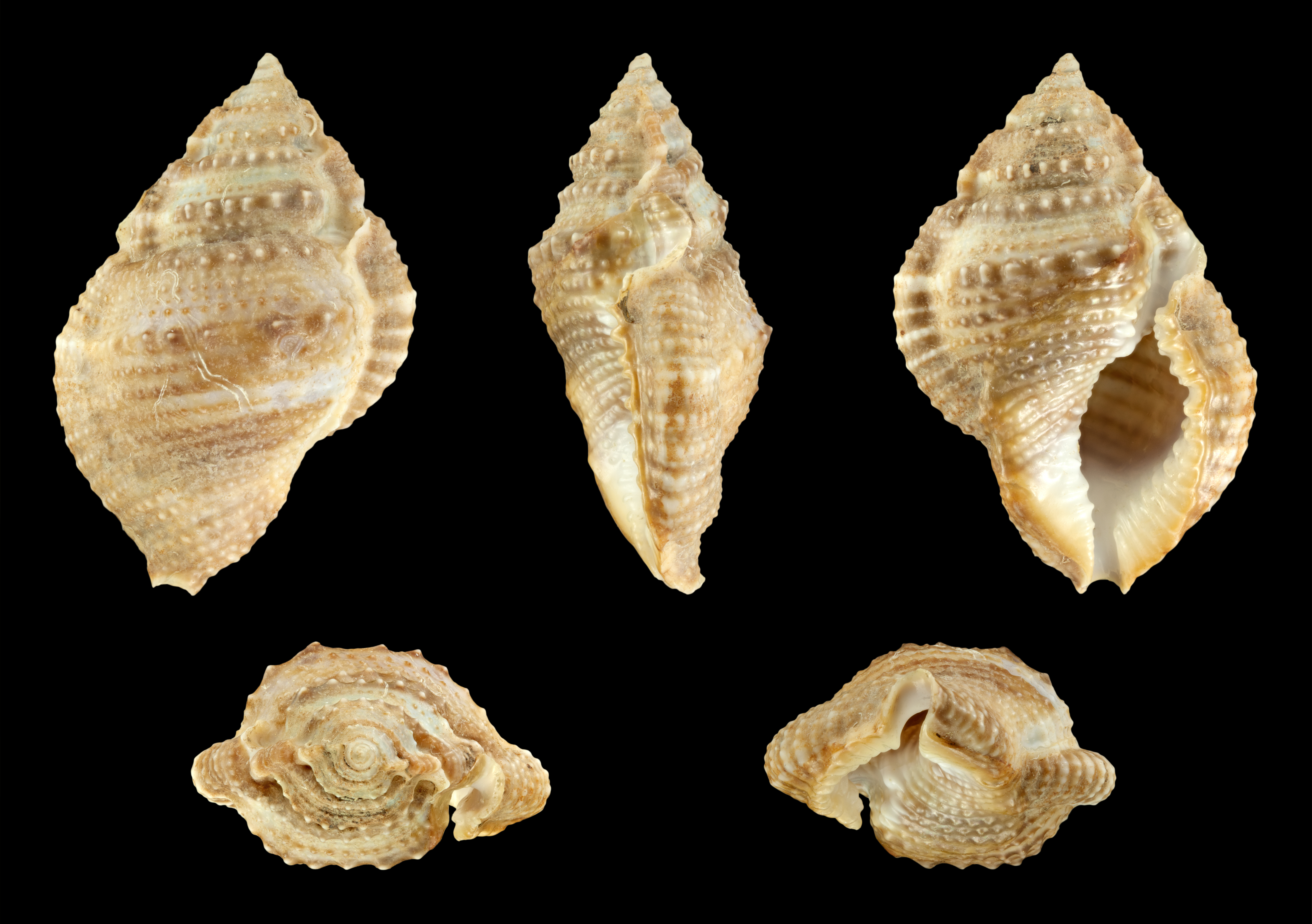
Bursina gnorima
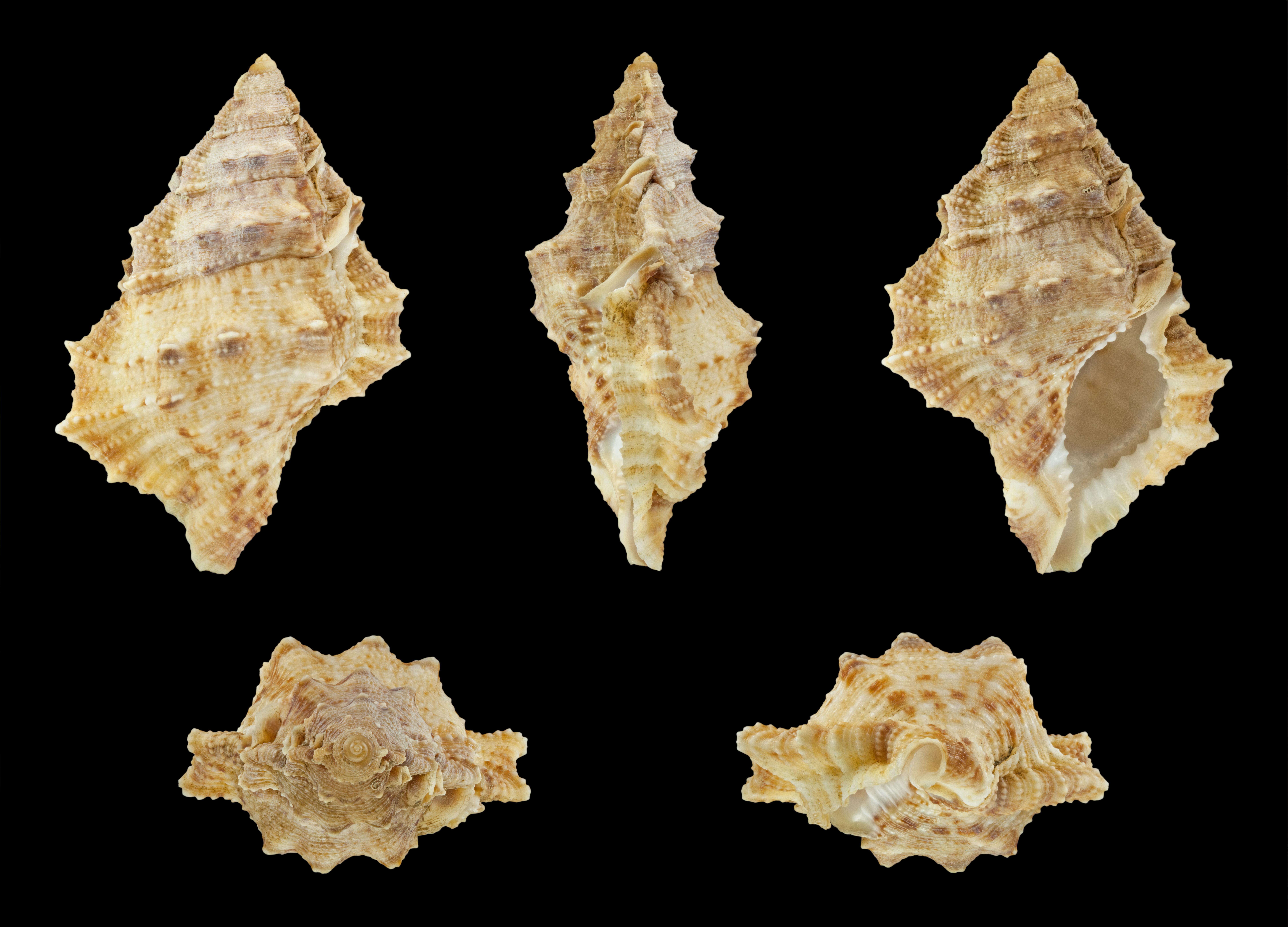
Bursina ignobilis
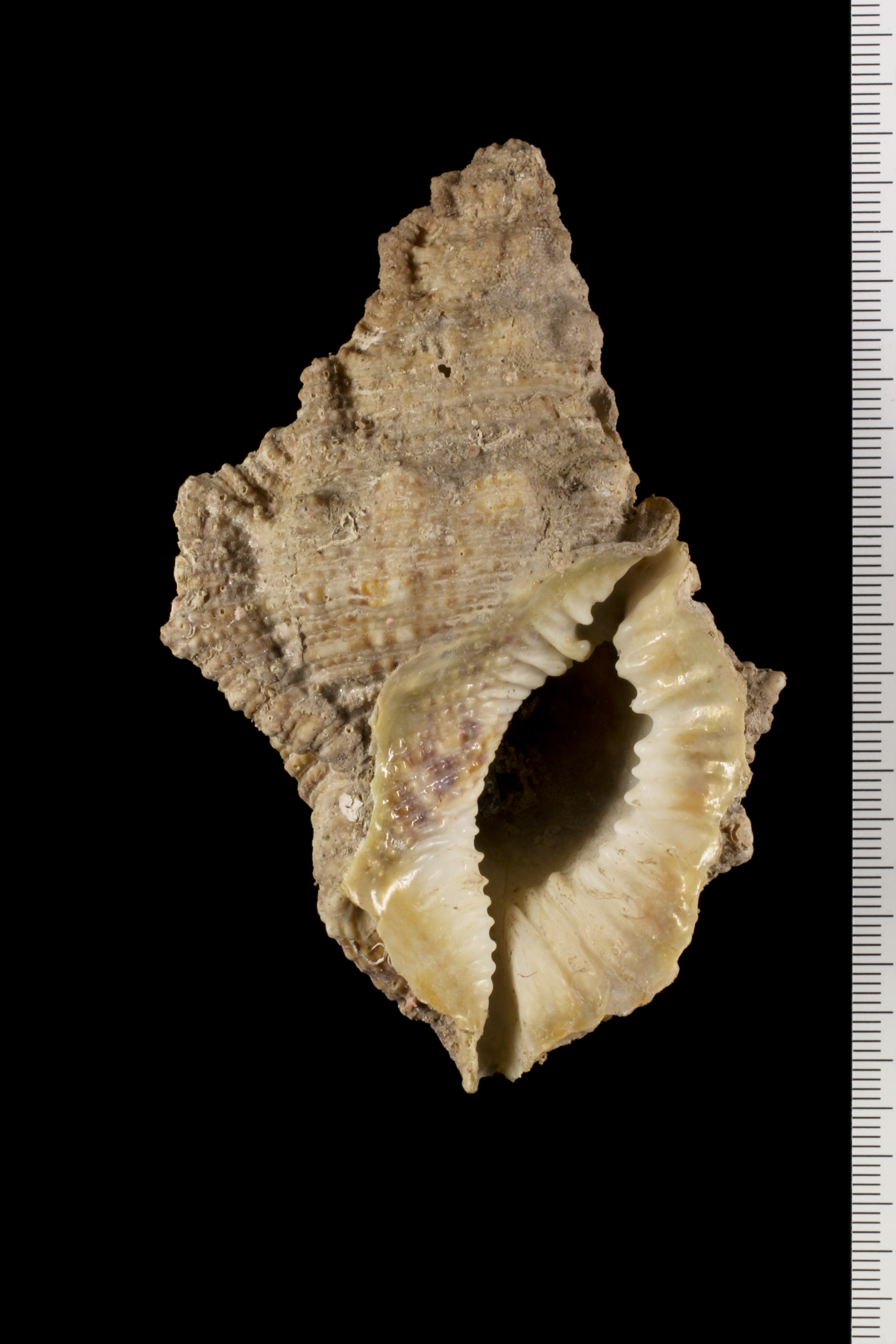
Bursina nobilis

## Systématique
Le nom valide complet (avec auteur) de ce taxon est Bursina Ōyama (d), 1964. 

## Publication originale
- (ja) Katsura Ōyama, « On the confused usage of the genus Ranella and the allies », Venus (Japanese Journal of Malacology), Japon, vol. 22, no 4,‎ 1964, p. 317-336 (ISSN 2433-0671, lire en ligne, consulté le 26 janvier 2024).